# 膜叶獐牙菜
膜叶獐牙菜（学名：Swertia membranifolia）为龙胆科獐牙菜属下的一个种。

## 扩展阅读
維基物種上的相關：膜叶獐牙菜